# Bal w Sceaux
Bal w Sceaux (oryg. fr. Le Bal de Sceaux) – opowiadanie Honoriusza Balzaka z cyklu Komedia ludzka, opublikowane po raz pierwszy w 1830 roku.

## Czas powstania
To dłuższe opowiadanie Balzac napisał w grudniu 1829 roku w Paryżu. Utwór ukazał się po raz pierwszy w Scenach z życia prywatnego wydanych w kwietniu 1830 roku, gdzie nosi podtytuł "czyli par Francji". Balzac opublikował fragment utworu w paryskim dzienniku Le Voleur z 4 stycznia 1830 roku. Bal Był drukowany we wszystkich następnych wydaniach Scen w 1832, 1835 (w Studiach obyczajowych), w 1839 w wydaniu Charpentiera i w pierwszym wydaniu Komedii ludzkiej w 1842 roku.

## Treść
Główna bohaterka, Emilia de Fontaine, pochodząca z rodziny wpływowego rojalisty i byłego uczestnika wojen wandejskich, kieruje się w wyborze męża jedynie względami przyszłego prestiżu i postanawia wyjść za mąż wyłącznie za jednego z parów Francji. Odrzuciwszy kilka propozycji małżeńskich, spotyka na tytułowym balu w podparyskim Sceaux tajemniczego nieznajomego, w którym się zakochuje. W miarę kolejnych spotkań jest coraz bardziej zafascynowana młodym Maksymilianem Longueville, zaczyna on nawet być oficjalnie zapraszany do domu hrabiego de Fontaine. Przypadkowo chcąc kupić pelerynę Emilia odkrywa, że Longueville pracuje jako zwykły subiekt w sklepie z tkaninami. Odkrycie to oburza ją i skłania do zerwania znajomości. Jakiś czas potem, dowiaduje się od jego brata Maksymiliana, że jest on rzeczywiście hrabią, zrzekł się jednak majątku na rzecz brata, by ten mógł się ubiegać o tytuł para Francji. Nie umiejąc powściągnąć złośliwego języka grzebie osobiste szczęście. Nie chcąc dłużej pozostawać panną, dumna dziewczyna poślubia w końcu swojego wuja, siedemdziesięcioletniego wiceadmirała. W dwa lata później dowiaduje się, że Maksymilian Longueville został parem Francji.

## Osoby występujące w utworze
- książę de Fontaine – 60-letni w 1824 roku, w okresie szuanerii był jednym z dowódców powstańców znanym jako Wielki Jacques (Szuanie, Beatrix, Historia wielkości i upadku Cezara Birotteau). Z czasem jego poglądy uległy ewolucji, przystał do "restaurowanego" reżimu stając się bliskim współpracownikiem króla Ludwika XVIII. Jego trzej synowie zrobili kariery w sądownictwie, administracji i armii i poślubili posażne panny. Dwie starsze córki popełniły mezalianse wychodząc, jedna za bogatego poborcę podatkowego, druga za obiecującego sądownika, mimo sprzeciwów matki bardziej przywiązanej do pierwotnych ideałów. Muza z zaścianka przynosi informację o jego śmierci w rok po otrzymaniu wymarzonego tytułu para Francji.
- Emilia de Fontaine – urodzona w 1802 roku, najmłodsza córka księcia, która weszła w świat już w okresie Restauracji Burbonów. Elegancka, arogancka, próżna ze względu na swoją pozycję i urodę, pełna uroku pojawia się w 1818 roku na balu u Cezara Birotteau (Historia wielkości i upadku Cezara Birotteau). Zerwawszy z Maksymilianem poślubia swego wuja, starego admirała Kergarouët, na złość i na przekór sobie samej. Owdowiawszy wychodzi powtórnie za mąż za Charlesa de Vendnesse Beatrix
- Maksymilian Longueville – młodszy syn wicehrabiego, zrzeka się udziału w majątku, by starszy brat mógł utworzyć majorat i uzyskać tytuł para Francji. Dzięki operacjom finansowym w Brazylii staje się bogaty, a po śmierci brata zostaje wicehrabią i parem Francji[3].

Trzydzieści postaci wymienionych w opowiadaniu pojawia się w innych utworach Komedii ludzkiej (m.in.: Eugeniusz de Rastignac, Henryk de Marsay, Lady Arabella Dudley, Karol de Vandenesse). Osiemnaście z nich wprowadził Balzac w 1842 roku w I tomie edycji zbiorowej.

## Cechy utworu
Bal w Sceaux jest powieścią istotną dla zrozumienia poglądów politycznych autora, popierającego politykę Ludwika XVIII, manewrującego między liberalizmem a programem ultrasów. Postacią wyrażającą opinie polityczne Balzaka jest hrabia de Fontaine, były szuan, który zaadaptował się w społeczeństwie czasów pierwszej fazy Restauracji Burbonów i zrozumiał sens polityki króla: Ludwik XVIII pragnął zespolić stronnictwa, jak Napoleon zespolił nasz kraj i jego mieszkańców. Prawowity monarcha, może i równie inteligentny jak jego rywal, działał w kierunku przeciwnym. Ostatni z przywódców Burbońskiego domu starał się ukontentować stan trzeci i zwolenników cesarstwa, ograniczając wpływy kleru z takim samym gorączkowym pośpiechem, z jakim  pierwszy z Napoleonów ściągał do siebie arystokrację i obdarzał Kościół dotacjami.
Równocześnie utwór jest studium obyczajowym czasów Restauracji, ukazującym w scenie tytułowego balu postawy ważniejszych warstw społecznych tego okresu: ambitną burżuazję oraz konserwatywną, broniącą swojej pozycji arystokrację. Głównym tematem tej opowieści, podobnie jak i większości utworów zamieszczonych w tomie Sceny z życia prywatnego, Balzac uczynił szczęśliwe lub nieszczęśliwe życie małżeńskie, broniąc tradycji mieszczańskiej i wierności małżeńskiej. Na przykładzie sióstr mógł stwierdzić jakie skutki dla życia małżeńskiego przynosi próżność. Laura przez dłuższy czas odgrywała rolę Emilii de Fontaine, po czym zrozumiawszy swój błąd całkiem sensownie wyszła za mąż. Laurencję rodzina poświęciła dla partykuły przed nazwiskiem.
Rotunda w Sceaux, służąca za salę balową, była miejscem chętnie odwiedzanym przez Balzaka i jego siostry.